# Chrysanthoglossum
Chrysanthoglossum är ett släkte av korgblommiga växter. Chrysanthoglossum ingår i familjen korgblommiga växter.
Kladogram enligt Catalogue of Life:
| Chrysanthoglossum | \| \| Chrysanthoglossum deserticola \| \| \| \| \| \| Chrysanthoglossum trifurcatum \| \| \| \| |
|                   | \| \| Chrysanthoglossum deserticola \| \| \| \| \| \| Chrysanthoglossum trifurcatum \| \| \| \| |
|                   | Chrysanthoglossum deserticola                                                                   |
|                   |                                                                                                 |
|                   | Chrysanthoglossum trifurcatum                                                                   |
|                   |                                                                                                 |